# Euphorbia prostrata
Euphorbia prostrata es una especie fanerógama perteneciente a la familia de las euforbiáceas. Es endémica de Estados Unidos hasta Sudamérica.

## Descripción
Es una hierba anual cuyos tallos delgados postergados alcanzan hasta unos 20 centímetros de largo, a veces de color púrpura. Las hojas de forma oval, de hasta un centímetro de largo con bordes finamente dentados.  La inflorescencia es un ciatio de menos de 2 milímetros de ancho, con pétalos de color blanco como apéndices de flores en torno a la real. Tiene cuatro flores masculinas y una única flor femenina, esta última desarrolla una fruta globosa de uno a dos milímetros de ancho.

## Propiedades
Euphorbia prostrata ha probado ser efectivo para el tratamiento del sangrado de las hemorroides debido a su contenido de flavonoides, fenoles y los ácidos fenólicos. Los comprimidos de Euphorbia prostrata en comprimidos del extracto se han comercializado en la India por  Panacea Biotec Ltd.
El uso de esta planta se menciona en estados del norte como Sonora y Nayarit, y en los del centro del país como el Distrito Federal, Estado de México, Michoacán, Puebla y Tlaxcala. Su uso principal es para las enfermedades oculares como ojos llorosos o nubes.  Como oftálmico, se usa exprimiendo directamente el látex en la parte afectada; de la misma forma se emplea para manchas en la córnea, lagañas y lagunas en los ojos.
También se indica en trastornos digestivos como diarrea, empacho, calor en el intestino, flatulencia, estreñimiento, disentería, inflamación en el estómago y mal de boca. Se reporta útil para lavados vaginales después del parto así como en piquetes,  granos, erupciones de la piel, picadura de alacrán, heridas y dolor de riñones. Para los anteriores padecimientos la forma más común de uso es suministrándola como té. Sólo en Yucatán, se le utiliza contra el mal de ojo, macerando las hojas con orina.
Historia
Francisco Hernández de Toledo, en el siglo XVI relata su uso como antidiarreico, astringente, contra las manchas de la córnea y para la dermatosis.
En el siglo XVII, Francisco Ximénez la menciona para ”calenturas, ventosidades, evacuando las cámaras de sangre”.
Alfonso Herrera Fernández, en el siglo XX la reporta útil para enfermedades de la piel. Maximino Martínez, la refiere como catártica, empleada para curar manchas de la córnea, dermatosis, enteritis, epistaxis y hematemesis. Finalmente, la Sociedad Farmacéutica de México la reporta para la dermatosis y la tiña.
Química
En las hojas se han identificado los componentes bencénicos prostratín A y C, y rugosín B y D. En la planta completa se han detectado los flavonoides camferol, quercetín y su ram-nósido, el glucósido de epigenin y el galactósido de ramnetín; y los esteroles campesterol y beta-sitosterol. En las partes aéreas de la planta se ha detectado la presencia de cumarinas, flavonoides, esteroides y triterpenos, taninos, resina, y componentes cianogénicos (por la presencia de ácido cianhídrico).

## Taxonomía
Euphorbia prostrata fue descrita por William Aiton y publicado en Hortus Kewensis; or, a catalogue... 2: 139. 1789.
Etimología
Euphorbia: nombre genérico que deriva del médico griego del rey Juba II de Mauritania (52 a 50 a. C. - 23), Euphorbus, en su honor – o en alusión a su gran vientre –  ya que usaba médicamente Euphorbia resinifera. En 1753 Carlos Linneo asignó el nombre a todo el género.
prostrata: epíteto latino que significa "postrada".
Variedades
- Euphorbia prostrata ssp. caudirhiza Fosberg 1992
- Euphorbia prostrata ssp. prostrata

Sinonimia
- Anisophyllum prostratum (Aiton) Haw. (1812).
- Aplarina prostrata (Aiton) Raf. (1838).
- Chamaesyce prostrata (Aiton) Small (1903).
- Tithymalus prostratus (Aiton) Samp. (1931).
- Euphorbia callitrichoides Kunth in F.W.H.von Humboldt (1817).
- Euphorbia tenella Kunth in F.W.H.von Humboldt (1817).
- Euphorbia perforata Guss. (1827).
- Euphorbia trichogona Bertol. (1844).
- Euphorbia ramosa var. villosior Greenm. (1897).
- Chamaesyce malaca Small (1903).
- Chamaesyce villosior (Greenm.) Millsp. (1916).
- Euphorbia malaca (Small) Little (1930).[8][9]

## Nombre común
- En México: Hierba de la golondrina, hierba de la golondrina chica, hierba del soldado.